# 용서받을 수 없는 법에 대한 무지
용서받을 수 없는 법에 대한 무지(라틴어: Ignorantia juris non excusat / ignorantia legis neminem excusat 이그노란티아 유리스 논 엑스쿠사트 / 이그노란티아 레기스 네미넴 엑스쿠사트[*])는 영미법의 기본 원칙 가운데 하나로서 형법에 저촉되는 행위를 저지른 피의자가 주장할 수 있는 조각 사유로 법에 대한 무지를 적용할 수 없음을 의미한다.
법의 이론적 근거는 비록 무지가 변명이라면 형사 범죄의 피의자, 민사 소송의 대상자는 책임을 회피하기 위해 문제의 법을 모르고 있다고 주장할 것이다. 법은 어떠한 경우에도 모든 법에 대한 지식을 관할권 내에 있는 모든 사람에게 전가한다. 법적인 훈련을 많이 받은 사람이라 할지라도 국가 활동의 모든 측면에서 운영 중인 모든 법을 알 수는 없지만 법에 대한 고의적인 무지가 징벌의 토대가 될 수 없도록 보장하기 위해 지불하는 대가이기도 하다.
법은 관보에 인쇄되거나 인터넷을 통해 공개되거나 일반 대중들이 저렴한 가격에 판매될 수 있는 수량만큼 인쇄되어 배포되는 것을 가정한다. 《그라티아누스 교령집》에서는 "법은 공표되는 순간부터 제정된다"(Leges instituuntur cum promulgl)라는 구절이 명시되어 있는데 이는 법이 공지를 통해 공표되어야 한다는 것을 의미한다. 또한 법이 적합한 구속력을 얻기 위해서는 법이 법에 의한 지배를 받는 사람들에게 적용되어야 한다.
로마법의 전통을 계승하는 유럽 국가들에서는 법에 대한 아리스토텔레스의 관점을 라틴어로 번역한 "누구도 법에 대해 무지하다고 생각하지 않는다"(nemo censetur ignorare legem), "법은 해롭다는 것을 모른다"(ignorantia iuris nocet)라는 표현을 사용하기도 한다.

## 같이 보기
- 제한적 면책특권
- 무관용 원칙